# Ма Міньюй
Ма Міньюй (кит.: 马明宇, нар. 4 лютого 1972, Чунцін) — китайський футболіст, що грав на позиції півзахисника.
Виступав, зокрема, за клуб «Сичуань Цюаньсин», а також національну збірну Китаю.

## Клубна кар'єра
У дорослому футболі дебютував 1990 року виступами за команду клубу «Сичуань Цюаньсин», в якій провів чотири сезони.
Згодом з 1995 по 2001 рік грав у складі команд клубів «Гуандун Хуньюань», «Сичуань Цюаньсин» та «Перуджа».
Завершив професійну ігрову кар'єру у клубі «Сичуань Гуаньчен», за команду якого виступав протягом 2001—2003 років.

## Виступи за збірні
У 1996 році дебютував в офіційних матчах у складі національної збірної Китаю. Протягом кар'єри у національній команді, яка тривала 7 років, провів у формі головної команди країни 85 матчів, забивши 12 голів.
У складі збірної був учасником кубка Азії з футболу 1996 року в ОАЕ, кубка Азії з футболу 2000 року у Лівані, чемпіонату світу 2002 року в Японії і Південній Кореї.

## Титули і досягнення
- Бронзовий призер Азійських ігор: 1998